# État de droit (Arménie)
Pour l’article homonyme, voir État de droit.
État de droit (en arménien : Օրինաց երկիր, Orinats Erkir, ՕԵԿ, OEK), connu de 2015 à 2018 sous le nom de Renaissance, est un parti politique arménien centriste fondé en 1998. Présidé par Artur Baghdasarian, il fait partie, de 2007 à 2012, de la coalition gouvernementale et dispose de 8 députés à l'Assemblée nationale de la République d'Arménie.

## Résultats électoraux

### Élections législatives
| Année | Députés  | Votes  | %    | Rang | Gouvernement |
| ----- | -------- | ------ | ---- | ---- | --- |
| 1999  | 6 / 131  |        |      | 5e   | Opposition |
| 2003  | 19 / 131 |        |      | 3e   | Margarian II (2003-2006), opposition (2006-2007)                                                                    |
| 2007  | 8 / 131  |        |      | 4e   | Opposition (2007-2008), Tigran Sarkissian I (2008-2012)                                                             |
| 2012  | 6 / 131  |        |      | 5e   | Tigran Sarkissian II (2012-2013), Tigran Sarkissian III (2013-2014), Abrahamian (2014-2016), opposition (2016-2017) |
| 2017  | 0 / 105  | 58 265 | 3,7  | 5e   | Extra-parlementaire                                                                                                 |
| 2018  | 0 / 132  | 12 389 | 0,99 | 8e   | Extra-parlementaire                                                                                                 |